# Värnpliktig underofficer
Värnpliktig underofficer var en befälskategori som infördes i den svenska krigsmakten 1941. Vid tjänsteställningsreformen 1972 samlades värnpliktiga underofficerare och värnpliktiga officerare i befälskategorin värnpliktsofficerare.

## Införande
Under beredskapens uppbyggnad av det svenska försvaret uppstod en brist på utbildat befäl för befattningar på ställföreträdande plutonschefsnivå i mobiliseringsorganisationen. Den frivilliga utbildning som fanns inom ramen för Sveriges landstormsföreningars riksförbund var inte tillräckligt omfångsrik och omfattade för övrigt endast de äldre årsklasser som tillhörde landstormen. Genom 1941 års värnpliktslag infördes därför befälskategorin värnpliktiga underofficerare. 

## Utbildning och tjänstegrader
När befälskategorin värnpliktig underofficer infördes var utbildningstiden 18 månader under första tjänstgöringen. Alla värnpliktiga började sin utbildning med en sex månader lång rekrytskola. De med goda befälsegenskaper uttogs därefter till en gruppchefsskola om sex månader, medan övriga värnpliktiga genomgick en lika lång soldatskola. För huvuddelen av de värnpliktiga var därmed första tjänstgöringen klar. De som visat mycket goda befälsegenskaper uttogs efter rekrytskolan till en sex månader lång förberedande underofficersskola, efter vilken följde ytterligare sex månaders utbildning vid en plutonchefsskola, vari ingick tre månaders trupptjänst som instruktörer. De som vid plutonchefsskolan kvalificerat sig blev sedan uttagna till en sex månaders officersaspirantskola. Övriga förordnades som värnpliktiga underofficerare.
Den första tjänstgöringen för officersuttagna värnpliktiga var enligt 1960 års befälsordning för armén sammanlagt 15 månader och ledde fram till befattningar som ställföreträdande plutonchef, kompanikvartermästare och stabsunderofficer. Denna utbildning genomfördes med sju månader vid den förberedande plutonchefsskolan och åtta månader vid plutonchefsskolan. Under återstående värnpliktstid skulle fyra månaders befäls- och repetitionsövningar samt en månad särskilda övningar genomföras. Efter sex månaders utbildning skedde förordnande till värnpliktig korpral och efter plutonchefsskolan slut till värnpliktig furir. Förordnande till värnpliktig sergeant ägde rum ungefär ett år efter plutonchefsskolan slut. Efter frivillig utbildning utöver den obligatoriska kunde förordnande som värnpliktig fanjunkare (minimiålder 38 år) ske.

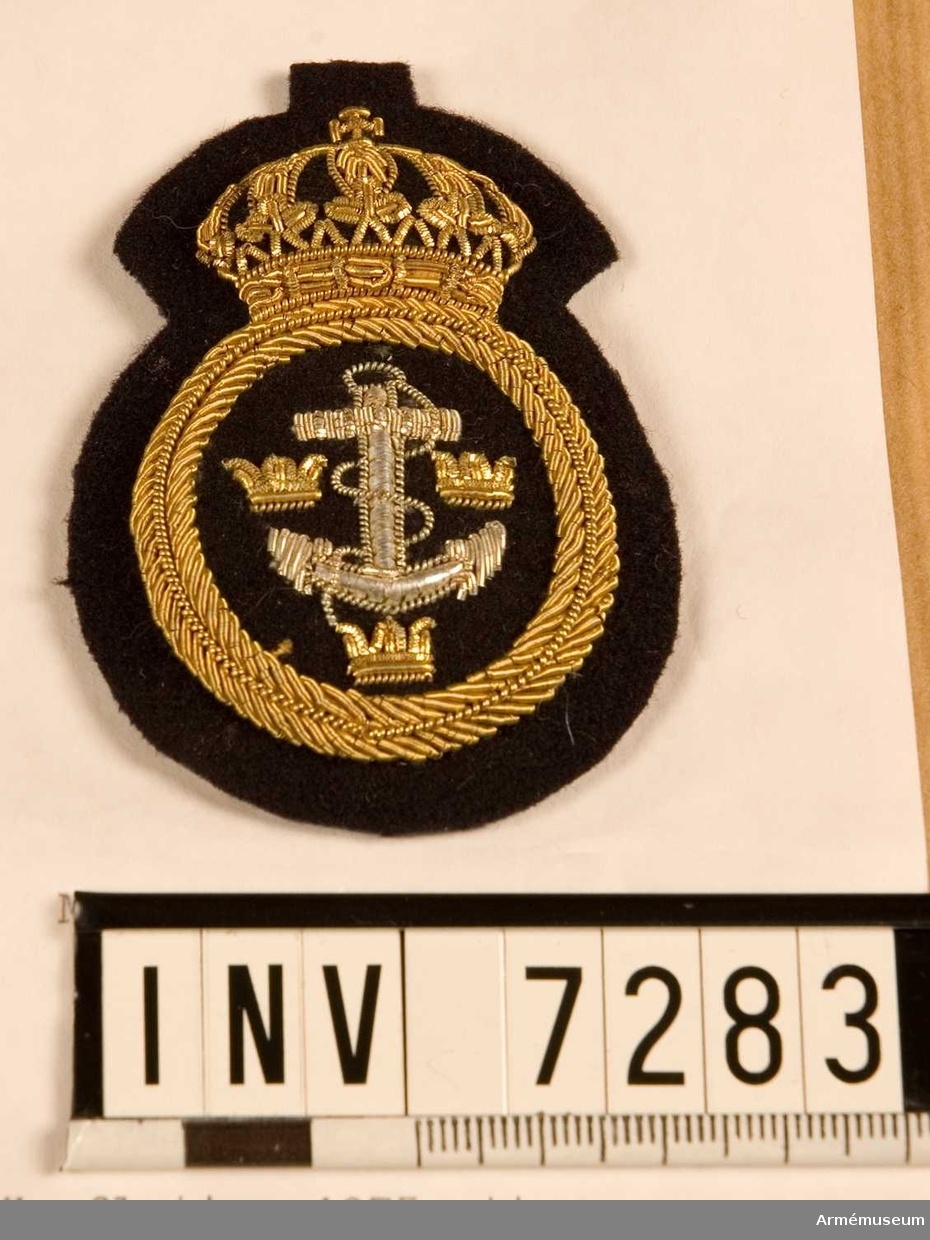
Mössmärke för värnpliktiga underofficerare vid flottan. Armémuseum.

Underofficersuttagna värnpliktiga vid flottan genomgick sammanlagt nio månader skolmässig och sex månader praktiskt utbildning. De krigsplacerades bland annat som minstyrmän på hjälpminsvepare, röjdykledare och chefer på bevakningsbåtar, spaningsledare vid kustradarspaningsstationer eller pluton- och troppchefer i basförsvarskompani. Vid kustartilleriet utbildades de värnpliktiga underofficerarna till ställföreträdande plutonchefer och troppchefer under 15 månaders första tjänstgöring. Vid flygvapnet utbildades värnpliktiga underofficerare under 15 månader till stabsunderofficerare, radiakassistenter eller biträdande vakthavande officerare i kommandocentraler.

## Värnpliktsofficer
Vid tjänsteställningsreformens genomförande 1972 ändrades benämningen värnpliktig underofficer till värnpliktsofficer på plutonsbefälsnivå.